# Gustave E. von Grunebaum
Gustave Edmund von Grunebaum, geboren als Gustav Edmund Ritter von Grünebaum (* 1. September 1909 in Wien, Österreich-Ungarn; † 27. Februar 1972 in Los Angeles), war ein US-amerikanischer Orientalist, Arabist, Islamwissenschaftler und Historiker österreichischer Herkunft. Von 1957 bis zu seinem Tod war er Professor für Geschichte des Nahen Ostens an der University of California, Los Angeles. Er forschte und publizierte insbesondere zur Geschichte des Islam im Mittelalter.

## Leben
Gustav von Grünebaum verlor mit dem Adelsaufhebungsgesetz 1919 seinen adligen Namen. Nach Besuch des Wiener Piaristengymnasiums studierte Grünebaum an der Universität Wien orientalische Sprachen. Er promovierte bei Theodor Seif mit einer Arbeit über klassische arabische Dichtung zum Dr. phil. Er setzte seine Studien für ein Jahr in Berlin bei Hans Heinrich Schaeder fort und kehrte dann nach Wien zurück, wo er ab 1936 als Assistent am Orient-Institut arbeitete.
Nach dem Anschluss Österreichs an NS-Deutschland emigrierte er in die USA, wo er die Schreibweise seines Vornamens zu Gustave und seinen Nachnamen in von Grunebaum änderte. Zunächst war er am Asia Institute in New York City unter Arthur Upham Pope als Assistant Professor für Arabisch und Islamstudien tätig. Ab 1943 lehrte er als Assistant Professor an der University of Chicago, wo er 1949 eine ordentliche Professur für Arabisch erhielt.
Grunebaum folgte 1957 einem Ruf an die University of California, Los Angeles, wo er die Professur für Geschichte des Nahen Ostens übernahm und Direktor des neu gegründeten Near Eastern Center der Universität wurde. 1963 wurde er in die American Academy of Arts and Sciences und 1968 in die American Philosophical Society gewählt. 1966 war er einer der Gründer und erster Präsident der Middle East Studies Association; im selben Jahr wurde er Präsident des American Research Center in Egypt. Ab 1963 fungierte er als Herausgeber der Schriftenreihe Die Bibliothek des Morgenlandes im Schweizer Artemis Verlag, deren erster Band sein eigenes Standardwerk Der Islam im Mittelalter war. Zu seinen wichtigsten Werken zählt zudem sein vielfach nachgedrucktes Buch über die muslimischen Feste.

## Veröffentlichungen

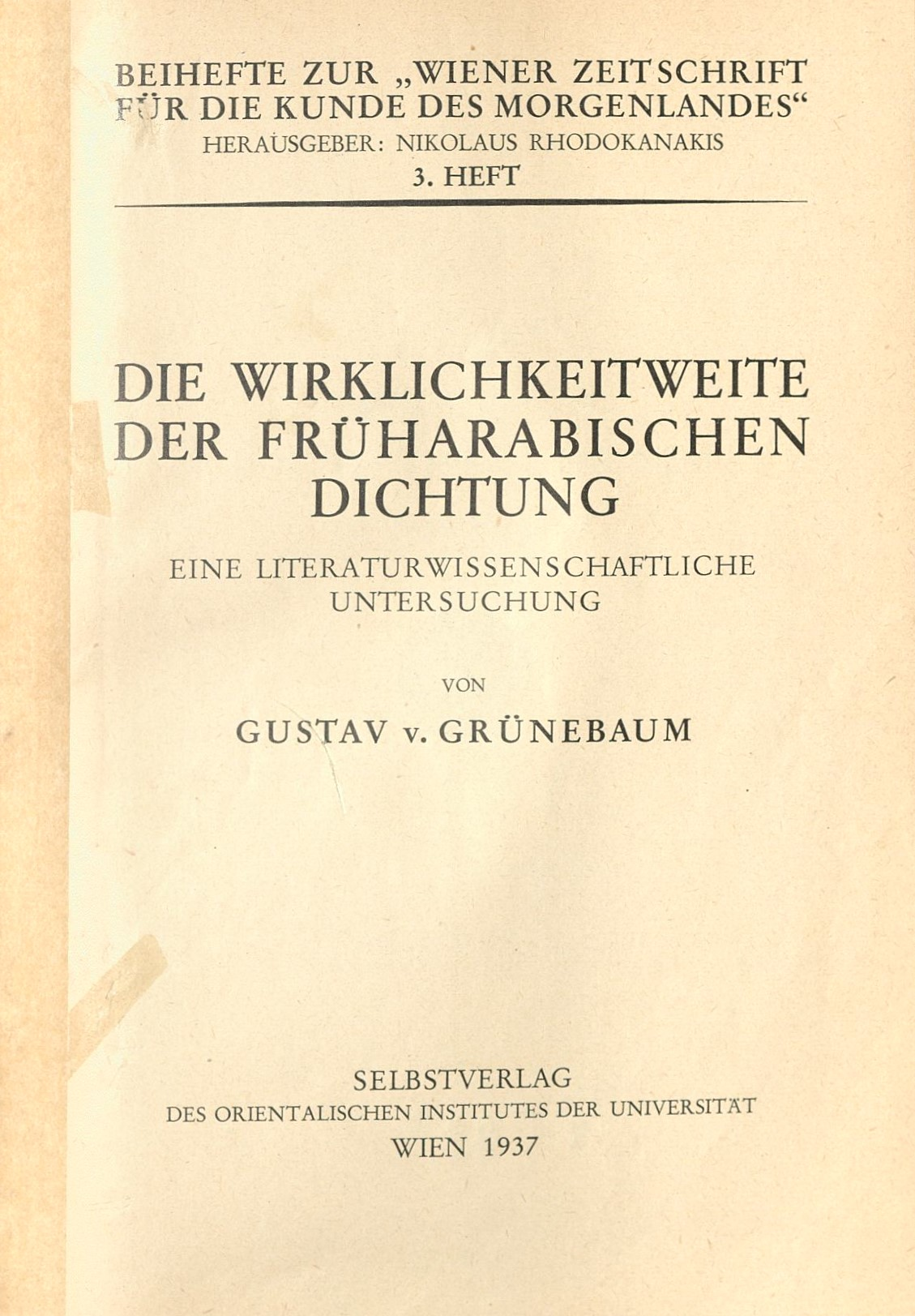
Dissertation (1937)

- Die Wirklichkeitsweite der früharabischen Dichtung. Wien 1937.
- Medieval Islam. A study in cultural orientation. University of Chicago Press, 1946.
- Muhammadan Festivals. Curzon Press, London 1951.
- Kritik und Dichtkunst. Studien zur arabischen Literaturgeschichte. Harrassowitz, Wiesbaden 1955.
- als Hrsg.: Unity and Variety in Muslim Civilization (Comparative Studies of Culture and Civilization). The University of Chicago Press, Chicago/London 1955.
- mit R. Brunschvig (Hrsg.): Klassizismus und Kulturverfall im Islam/Classicisme et déclin culturel dans l’histoire del’Islam; symposium international d’histoire de la civilisation musulmane. <Bordeaux 25–29 juin 1956>. Besson-Chantemerle, Paris 1957.
- Modern Islam. The search for cultural identity. University of California Press, Berkeley [u. a.] 1962.
- Propyläen-Weltgeschichte. Band 5, Halbband 1: Islam: Die Entstehung Europas. 1963.
- Der Islam im Mittelalter (=Bibliothek des Morgenlandes. Band 1). Artemis-Verlag, Zürich [u. a.] 1963.
- Der Islam in seiner Klassischen Epoche 622–1258 (=Bibliothek des Morgenlandes. Band 2). Artemis Verlag, Stuttgart 1966.
- als Hrsg. mit Roger Caillois: The Dream and Human Societies. Berkeley / Los Angeles 1966.
- als Hrsg.: Arabische Literaturgeschichte. Artemis-Verlag, Zürich [u. a.] 1968.
- Studien zum Kulturbild und Selbstverständnis des Islams. Zürich 1969.
- als Hrsg.: Fischer Weltgeschichte. Band 15: Der Islam II. Die islamischen Reiche nach dem Fall von Konstantinopel. Fischer, Frankfurt 1971.